# Dinorwic-Steinbruch

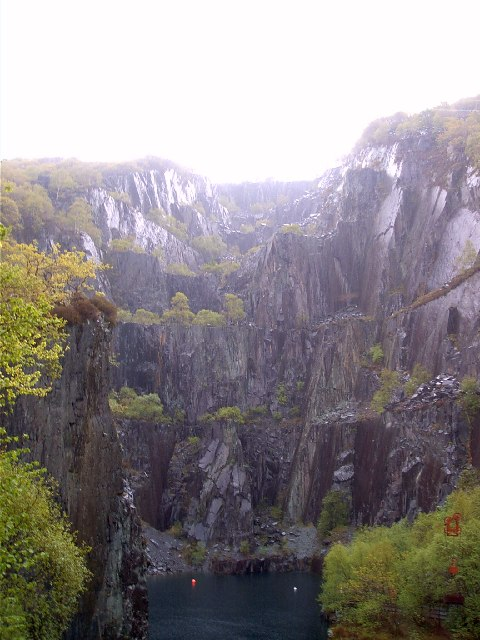
Der Vivian-Steinbruch, ein Teil des Dinorwic-Steinbruchs

Der Dinorwic-Steinbruch (englisch Dinorwic Slate Quarry, walisisch Chwarel Dinorwig) im Norden von Wales war der zweitgrößte Schiefersteinbruch der Welt, nur noch übertroffen von dem wenige Kilometer entfernten Penrhyn-Steinbruch. Der Abbau begann Ende des 18. Jahrhunderts und wurde 1969 eingestellt.

## Lage und Ausdehnung
Der Steinbruch liegt in Gwynedd County am nordöstlichen Ufer des Llyn Peris gegenüber der Ortschaft Llanberis. Das Gebiet des Steinbruchs einschließlich der Abraumhalden erstreckt sich über etwa 2 km entlang des Hangs und 1,5 km vom See den Hang hinauf, wobei die Höhendifferenz zwischen dem etwa 100 m hoch gelegenen See und der obersten Steinbruchebene etwa 500 m beträgt.
Etwa einen Kilometer nördlich befindet sich auf knapp 500 m Höhe der erst in den 1930er Jahren begonnene Marchlyn-Steinbruch.
Das namensgebende Dorf Dinorwig liegt in etwa 300 m Höhe nordwestlich des Hauptsteinbruchs.

## Geschichte

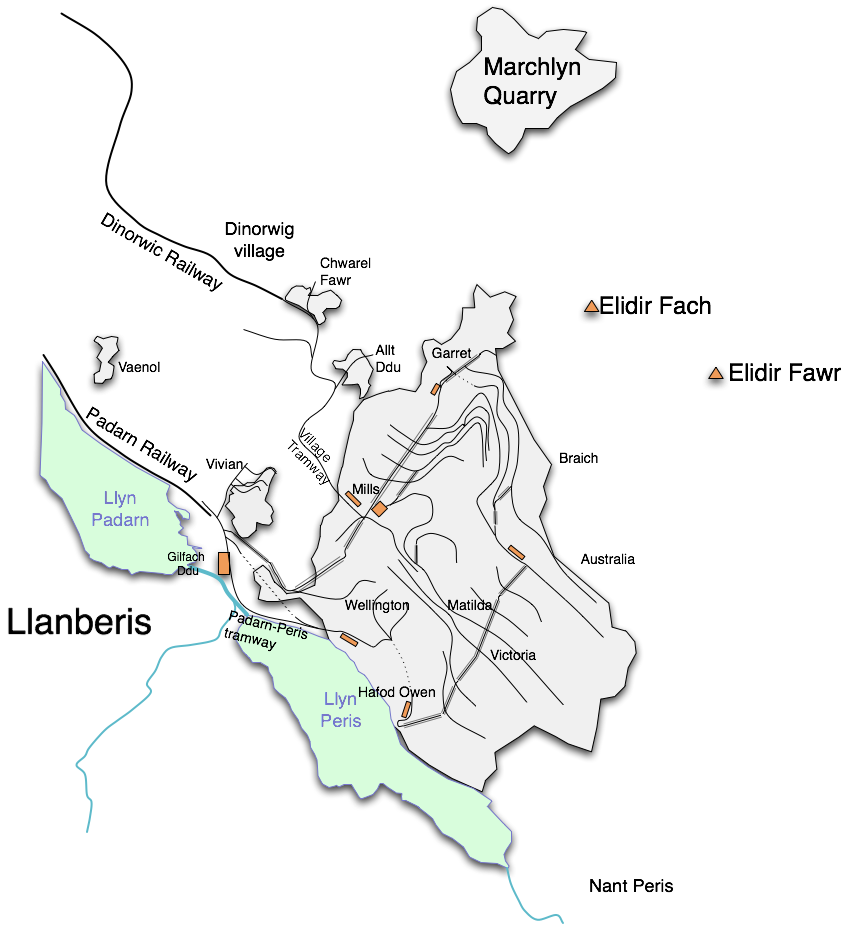
Lageplan mit Schienennetz

Schiefer wurde in diesem Gebiet erstmals im Jahr 1787 abgebaut, wobei das Land zunächst vom Eigentümer, Thomas Assheton Smith I, gepachtet wurde. Der Abbau wurde zunächst gehemmt durch Transportprobleme und den Krieg mit Frankreich. Nach dem Ablauf der Pachtverträge im Jahr 1809 ergriff Smith selbst die Initiative und vereinigte die damals bestehenden vier Steinbrüche auf seinem Gebiet zu einem Unternehmen unter seiner Leitung.
Die Transportprobleme wurden mit der 1824 eröffneten Dinorvic Railway gelöst, einer Pferdebahn zwischen dem Steinbruch und einem eigenen Hafen in Y Felinheli, genannt Port Dinorwic. 1826 arbeiteten bereits 800 Männer im Steinbruch und produzierten 20.000 Tonnen pro Jahr – wobei man berücksichtigen muss, dass die pro Tonne nutzbarem Schiefer anfallende Abraummenge in der Regel mindestens zehnmal so groß war.
Die Kapazität der Pferdebahn, die mehrere Schrägaufzüge (engl. inclines) enthielt, um die Höhendifferenz zum Meer zu überbrücken, erwies sich bald als nicht mehr ausreichend, so dass 1848 eine völlig neue Bahnstrecke, die Padarn Railway, in Betrieb genommen wurde.
Auf dem Höhepunkt der Produktion gegen Ende des 19. Jahrhunderts waren im Dinorwic-Steinbruch über 3.000 Männer beschäftigt, 1920 waren es noch 2000. In dieser Phase gab es bereits Probleme mit sorglos angelegten Abraumhalden, die den Abbau behinderten, und in den 1930er Jahren wurde der etwas abseits gelegene Marchlyn-Steinbruch eröffnet, der sich jedoch als Fehlinvestition erwies. Während und nach dem Zweiten Weltkrieg ging die Nachfrage nach Schiefer weiter zurück.
1966 kam der Betrieb nach einem Felssturz im oberen Teil des Steinbruchs praktisch zum Erliegen. Nach dem Bau eines für Lkw passierbaren Zufahrtwegs zu den abgestürzten Felsmassen wurde versucht, aus diesen noch nutzbaren Schiefer zu gewinnen, aber dies war wenig erfolgreich, und 1969 wurde der Betrieb endgültig eingestellt.

## Materialtransport

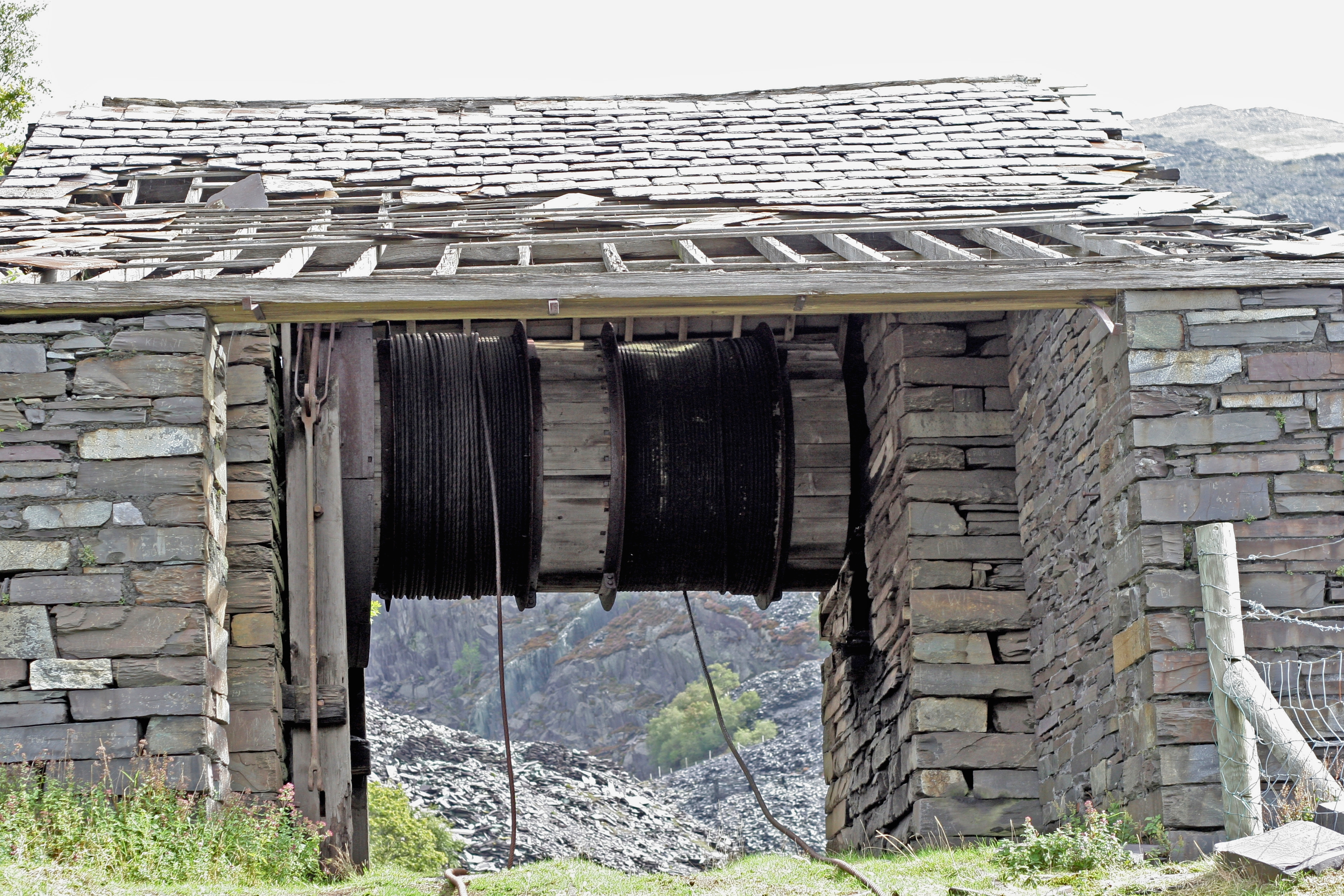
Seiltrommel eines Schrägaufzugs

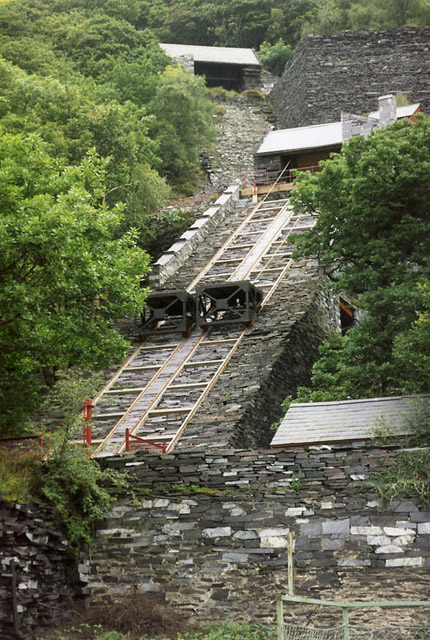
Ein restaurierter Schrägaufzug

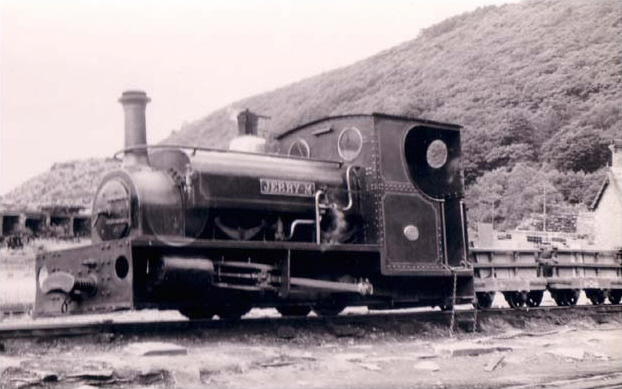
Eine der Lokomotiven der Mills Class im Jahr 1951. Die Wagen mit Gitteraufbau waren typisch für den Transport der fertig geschnittenen Schieferplatten

Der Dinorwic-Steinbruch hat über ein ausgedehntes Schienennetz verfügt, das in verschiedene Teilnetze gegliedert war, für die auch unterschiedliche Lokomotivkonstruktionen beschafft worden sind.
Die Mehrzahl der Lokomotiven war auf den etwa 20 Ebenen des stufenartig angelegten Steinbruchs im Einsatz, wo Schienen in einer Spurweite von 578 mm verlegt waren. Dieses ungewöhnliche Maß, das auch im Penrhyn-Steinbruch verwendet wurde, hat sich wahrscheinlich aus einer Spurweite von zwei Fuß ergeben, die jedoch zwischen den Schienenmitten gemessen wurden.
Die auf den Steinbruchgalerien verwendeten Lokomotiven – die ersten kamen ab 1870 zum Einsatz – waren sehr klein, wogen nur wenige Tonnen und konnten auch provisorisch verlegte Schienen mit engen Radien befahren. Zunächst wurden von De Winton gebaute Lokomotiven mit stehendem Kessel verwendet, die aber schon bald von den leistungsfähigeren sogenannten Quarry Hunslets ergänzt und schließlich verdrängt wurden. Von den von Hunslet gelieferten Lokomotiven wurden die 13 Exemplare der ab 1868 beschafften Alice Class am bekanntesten, zumal sie ausnahmslos erhalten geblieben sind.
Die Hauptaufgabe dieser Lokomotiven war es, den geförderten Schiefer zu den Schrägaufzügen zu befördern und das nicht nutzbare Material zu den Abraumhalden. Sie fuhren in der Regel ohne Heizer, aber meistens wurde der Lokführer von einem Jungen unterstützt, zu dessen Aufgaben es gehörte, die Weichen zu stellen – und dabei möglichst so schnell zu sein, dass der Fahrer den Zug nicht anhalten musste.
In der Regel verrichtete eine Lokomotive den Dienst auf einer bestimmten Ebene und verließ diese außer für größere Reparaturen auch nicht, weil das Bewegen der Lokomotiven über die Schrägaufzüge relativ aufwendig war. Deshalb gab es auf diesen Ebenen auch kleinere Werkstätten und Lokschuppen; einer davon, auf 567 m über dem Meeresspiegel gelegen, war der höchstgelegene in Großbritannien.
Die meisten Schrägaufzüge bzw. Standseilbahnen nutzen das Schwerkraftprinzip (engl. gravity incline): Dieses im Schieferabbau in Nordwales weit verbreitete System bestand aus zwei parallelen Gleisen und einer großen Seiltrommel am oberen Ende. Die beladenen Wagen zogen mit ihrem größeren Gewicht die unbeladenen nach oben, die Geschwindigkeit wurde dabei über eine Bandbremse an der Seiltrommel reguliert. Bei einer Variante dieses Verfahrens wurden die Förderwagen auf Plattformen geschoben, die ihrerseits auf (breiteren) Schienen liefen (siehe Bild).
Die 1824 eröffnete Verbindungsbahn zum Hafen wurde Dinorwic Railway genannt und noch ausschließlich mit Pferden betrieben. Sie begann etwa auf halber Hanghöhe, passierte das Dorf Dinorwig und enthielt im weiteren Verlauf mehrere Schrägaufzüge. Ihre Spurweite war mit 578 mm die gleiche wie im Steinbruch selbst.
Als die Kapazität dieser Bahn nicht mehr ausreichte und weil sie über fremde Grundstücke lief, wofür Pacht gezahlt werden musste, wurde schließlich eine völlig neue Trasse entlang des Llyn Padarn gebaut, die ihren Ausgangspunkt auf der untersten Ebene des Steinbruchs hatte. Diese Padarn Railway genannte Strecke wurde in der seltenen Spurweite von 4 Fuß (1.219 mm) gebaut und 1842 eröffnet – ab 1848 kamen Dampflokomotiven zum Einsatz. Jeweils vier der kleinen Wagen mit Schieferplatten wurden dabei auf einen Transportwagen geladen. Zunächst übernahmen zwei sehr ungewöhnlich konstruierte zweiachsige Dampflokomotiven den Betrieb (siehe hierzu Fire Queen und Jenny Lind), ab 1882 wurden sie durch drei dreiachsige Tenderlokomotiven ersetzt.
Die Höhendifferenz zwischen der Endstation der Padarn Railway und dem Hafen wurde mit einem Schrägaufzug überwunden, und im Hafen selbst gab es wieder ein Schienennetz mit 578 mm Spurweite, wo für die Rangierarbeiten Dampflokomotiven eingesetzt wurden, die sich in einigen Punkten von den Galerie-Lokomotiven unterschieden (z. B. die sogenannte Port Class).
Etwa auf halber Höhe des Hauptsteinbruchs befand sich der um die Jahrhundertwende für Dampflokomotiven ausgebaute Allt Ddu Tramway, der zu einigen kleinen Nebensteinbrüchen führte und dabei etwa dem Anfang der alten Dinorwic Railway folgte. Anders als die weitgehend ebenen Abschnitte auf den Galerien enthielt dieses Stück einige starke Steigungen von 1:30 und steiler. Auf diesem Abschnitt wurden die normalen Galerie-Lokomotiven eingesetzt, bevorzugt jedoch solche mit Dampfdom, weil dieser in den Steigungen die Gefahr des Wasserreißens verringerte.
Die Hauptwerkstätten zum Sägen der Schieferplatten, die sogenannten Mills (Mühlen), lagen auf der untersten Ebene am Seeufer. Von dort aus verlief eine etwa 1,5 km lange Verbindungsstrecke, im Steinbruch kurz Tramroad genannt (in obenstehender Karte Padarn Peris Tramway), zu den Werkstätten in Gilfach Ddu und zum Umladebahnhof zur Padarn Railway. Auf diesem Abschnitt wurden etwas größere Lokomotiven eingesetzt als auf den Galerien, z. B. die sogenannte Mills Class.

## Heutiger Zustand

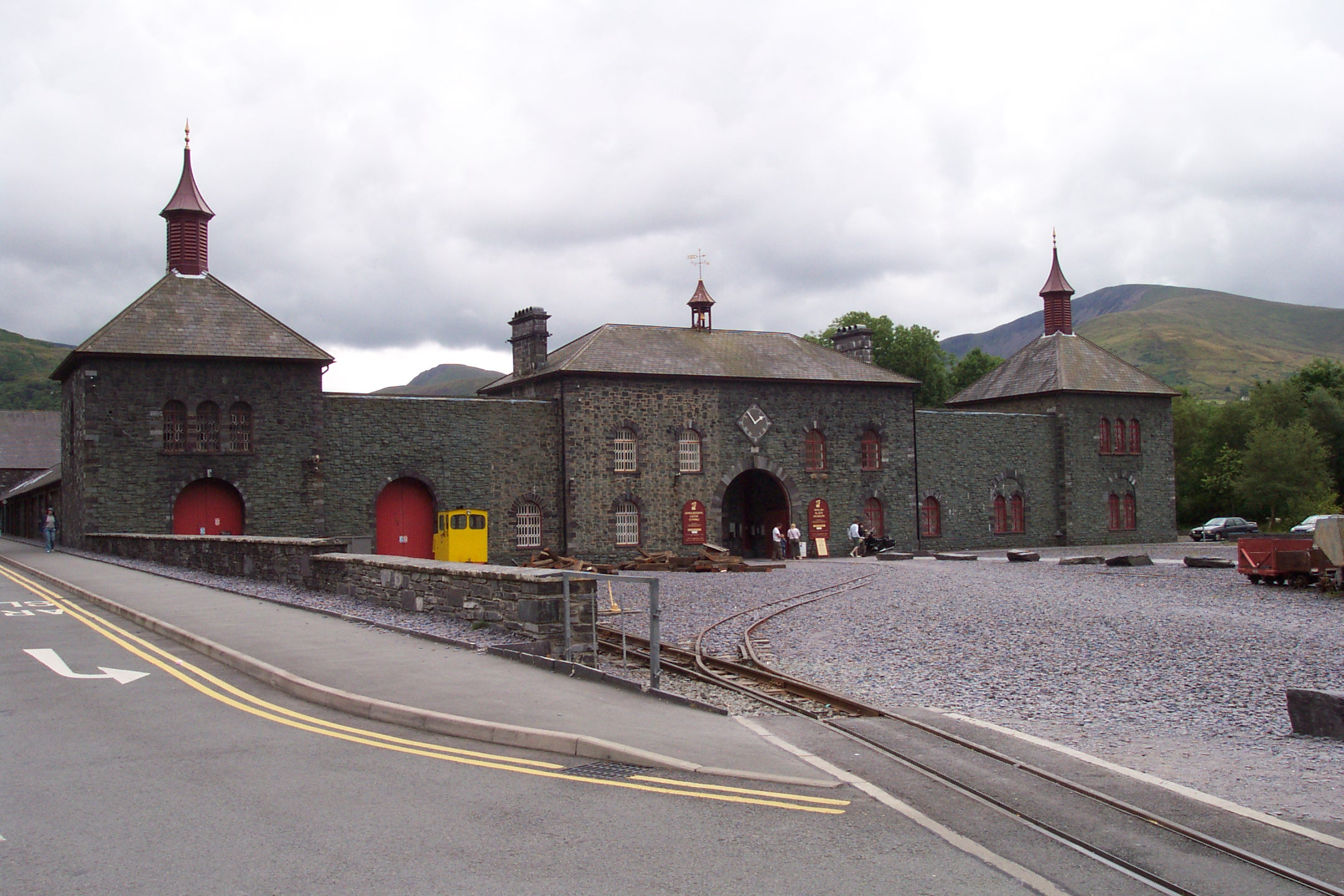
Der Eingangsbereich des National Slate Museum

Der untere Teil des eigentlichen Steinbruchs am Seeufer wurde im Zuge des Baus des Dinorwig-Wasserkraftwerks stark verändert, aber die höheren Galerien und die zahlreichen Verbindungsrampen sind noch weitgehend erhalten, wobei die meisten Gleise jedoch abgebaut worden sind. Auch die Mauern der zahlreichen Gebäude auf den verschiedenen Galerieebenen sind noch vorhanden.
In den ehemaligen Hauptwerkstätten in Gilfach Ddu ist heute das National Slate Museum untergebracht. In einer Ecke des Gebäudekomplexes (links im Bild) befindet sich der Lokschuppen der Llanberis Lake Railway, einer unabhängig vom Museum betriebenen Museumsbahn, deren Gleise (Spurweite 597 mm) auf der Trasse der ehemaligen Padarn Railway verlegt sind. Die Dampflokomotiven der Bahn sind ehemalige Lokomotiven des Dinorvic-Steinbruchs.
Auch zahlreiche weitere Lokomotiven des Steinbruchs sind erhalten geblieben, von den insgesamt fünf Lokomotiven der Padarn Railway jedoch nur eine. Sie steht im Penrhyn Castle Railway Museum.
Der Hafen in Y Felinheli ist ebenfalls erhalten geblieben, er dient heute als Yachthafen.